# 翠鸟短腺吸虫
翠鸟短腺吸虫（学名：Brachylecithum halcyonis）为双腔科短腺属的动物。分布于日本以及中国大陆的北京等地，营寄生生活，终末宿主为Turdus naumanni naumanni、Halcyon coromanda major，寄生于肝脏、胆管以及小肠。